# Valerij Loginov
Valerij Aleksandrovič Loginov, noto come Valery Loginov in occidente (Syzran', 13 dicembre 1955), è uno scacchista russo, Grande maestro.
Ha vinto per tre volte il Campionato dell'Uzbekistan: nel 1976 (alla pari con Georgij Agzamov), 1982 e 1984.
Nel 1987 ha vinto a Pavlodar un torneo di selezione per il 55º Campionato sovietico, davanti a Alexey Dreev, Aleksej Ermolinskij e Valery Chekhov.
Dopo la dissoluzione dell'Unione Sovietica si è iscritto alla federazione dell'Uzbekistan e ha partecipato a due olimpiadi degli scacchi: Manila 1992 e Mosca 1994. A Manila ha vinto la medaglia d'argento di squadra.
Negli anni '90 ha trascorso alcuni anni in Ungheria, dove ha vinto per sette volte il First Saturday di Budapest.
Verso la fine degli anni '90 si è trasferito a San Pietroburgo, vincendo per tre volte il campionato della città (nel 2000, 2004 e 2005). Ha partecipato con il Club di San Pietroburgo a cinque finali del campionato russo a squadre (Russian Premier League); nel 1995, 1998, 1999 e 2002 la squadra ha ottenuto il terzo posto.
In seguito Loginov è stato allenatore del settore giovanile di San Pietroburgo e vice presidente del circolo locale.
Ha raggiunto il rating FIDE più alto in luglio 1994, con 2610 punti Elo.